# Bernardino Echeverría Ruiz
Bernardino Carlos Guillermo Honorato Echeverría Ruiz, O.F.M. (Cotacachi, 12. studenog 1912. – Quito, 6. travnja 2000.), je bio ekvadorski rimokatolički kardinal i nadbiskup emeritus Guayaquila.

## Životopis
Bernardino Echeverría Ruiz Cotacachiju, 12. studenog 1912. godine. Pridružio se franjevačkom redu 1928. godine, a za svećenika je zaređen 4. srpnja 1937. Pohađao je Papinsko sveučilište Antonianum gdje je dobio doktorat iz filozofije 1941. Po završetku studija vratio se u Ekvador i obavljao razne funkcije u franjevačkom redu. Osnovao je vjerske časopise te više kuća za zbrinjavanje siromašnih.
23. listopada 1949. imenovan je biskupom biskupije Ambato te posvećen 4. prosinca iste godine. 10. travnja 1969. imenovan je nadbiskupom gvajakilskim, na kojem se mjestu umirovljuje 7. prosinca 1989. 8. prosinca 1982. godine imenovan je za apostolskog upravitelja Galápagos (Ekvador) te umirovljen 18. svibnja 1984. Od 1990. do 25. srpnja 1995. bio je apostolski upravitelj Ibarre.
26. studenog 1994. godine, papa Ivan Pavao II. ga je imenovao kardinalom svećenikom crkve Santi Nereo ed Achilleo.
Bio je član "Međunarodne akademije franjevačke povijesti" i "Marijanskog svećeničkog pokreta". Sudjelovao je na 4 zasjedanja Drugog vatikanskog sabora kao saborski otac. Za geslo je imao Mir i dobro (lat. Pax et bonum). Umro je 6. travnja 2000. godine.

## Vanjske poveznice
|  | Zajednički poslužitelj ima još gradiva o temi Bernardino Echeverría Ruiz |